# Joseph Gelinek

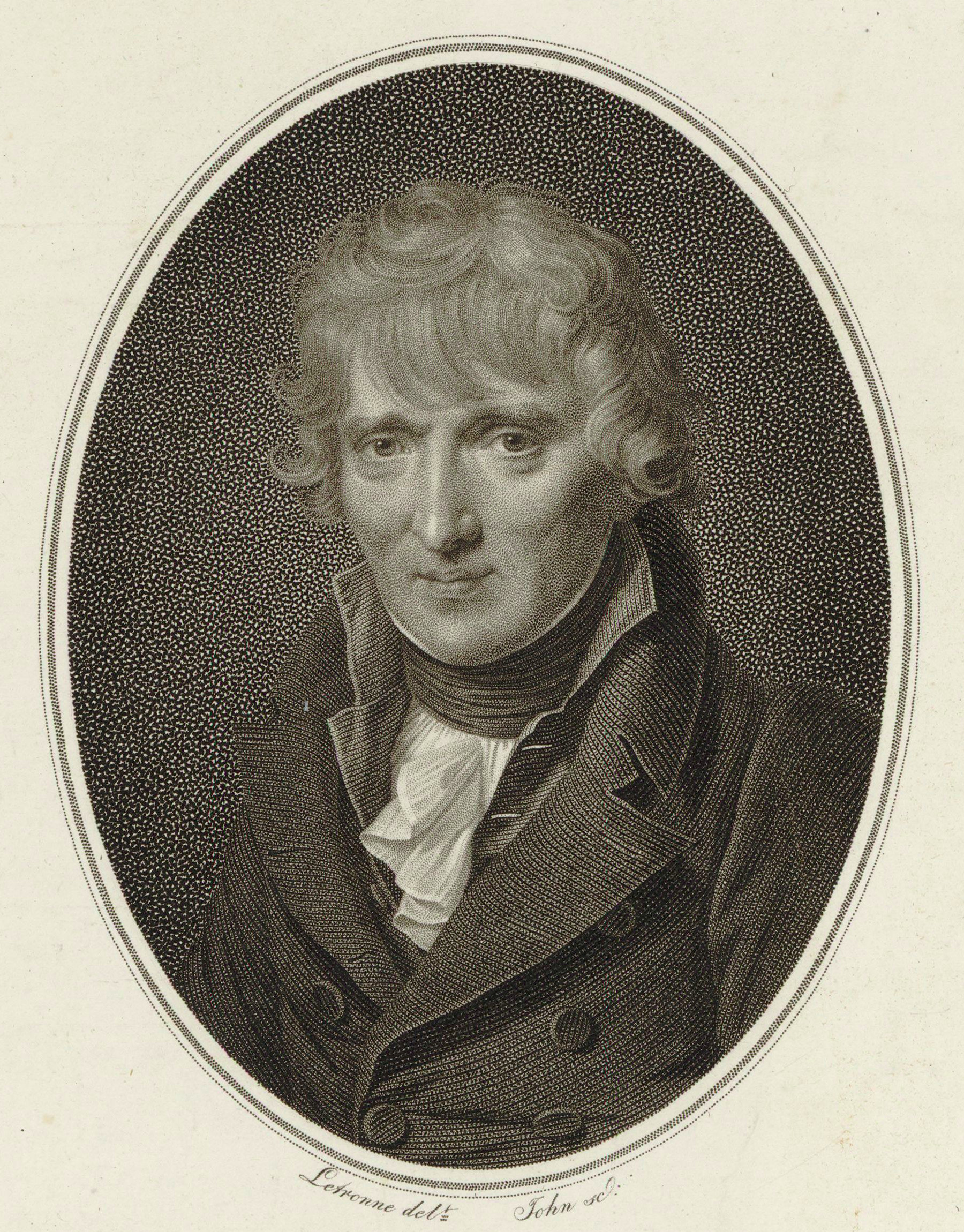
Joseph Gelinek

Joseph Gelinek oder Josef Gelinek (tschechisch Josef Jelínek; * 3. Dezember 1758 in Sedlec, Böhmen; † 13. April 1825 in Wien) war ein böhmisch-österreichischer Komponist und Pianist.

## Leben
Joseph Gelinek besuchte das Jesuitenkolleg in Příbram und studierte Theologie in Prag. Hier war er auch Schüler von Josef Seger. 1786 wurde er zum Priester geweiht und erhielt auf Vermittlung von Mozart eine Stelle als Kaplan und Musiklehrer am Hof des Grafen Philip Kinsky in Prag. Als Klavierlehrer des Adels lernte er in Wien dann auch Joseph Haydn und Ludwig van Beethoven kennen und wurde Schüler von Johann Georg Albrechtsberger.
Zu Gelineks Schülern  gehörte der Gitarrist Wenzel Matiegka.
Später stand Gelinek im Dienst des Fürsten Joseph Kinsky und wurde als Lehrer an den kaiserlichen Hof berufen. Ab 1818 war „Abbé Gelinek“ Hauskaplan und Klavierlehrer im Palais der Fürsten Esterházy. Neben mehr als einhundert Variationsreihen über Themen von Mozart, Beethoven und Weber komponierte er Klaviersonaten, Trios und Violinsonaten.
Seine Werke fanden den Beifall Haydns, Mozarts und Beethovens und waren so populär, dass andere Komponisten Werke unter seinem Namen veröffentlichten. 
Unter dem Pseudonym Joseph Gelinek veröffentlichte 2008 ein spanischer Musikwissenschaftler den Beethoven-Krimi La Décima Sinfonía (deutsch: Die zehnte Sinfonie, 2009).